# Hastiludia

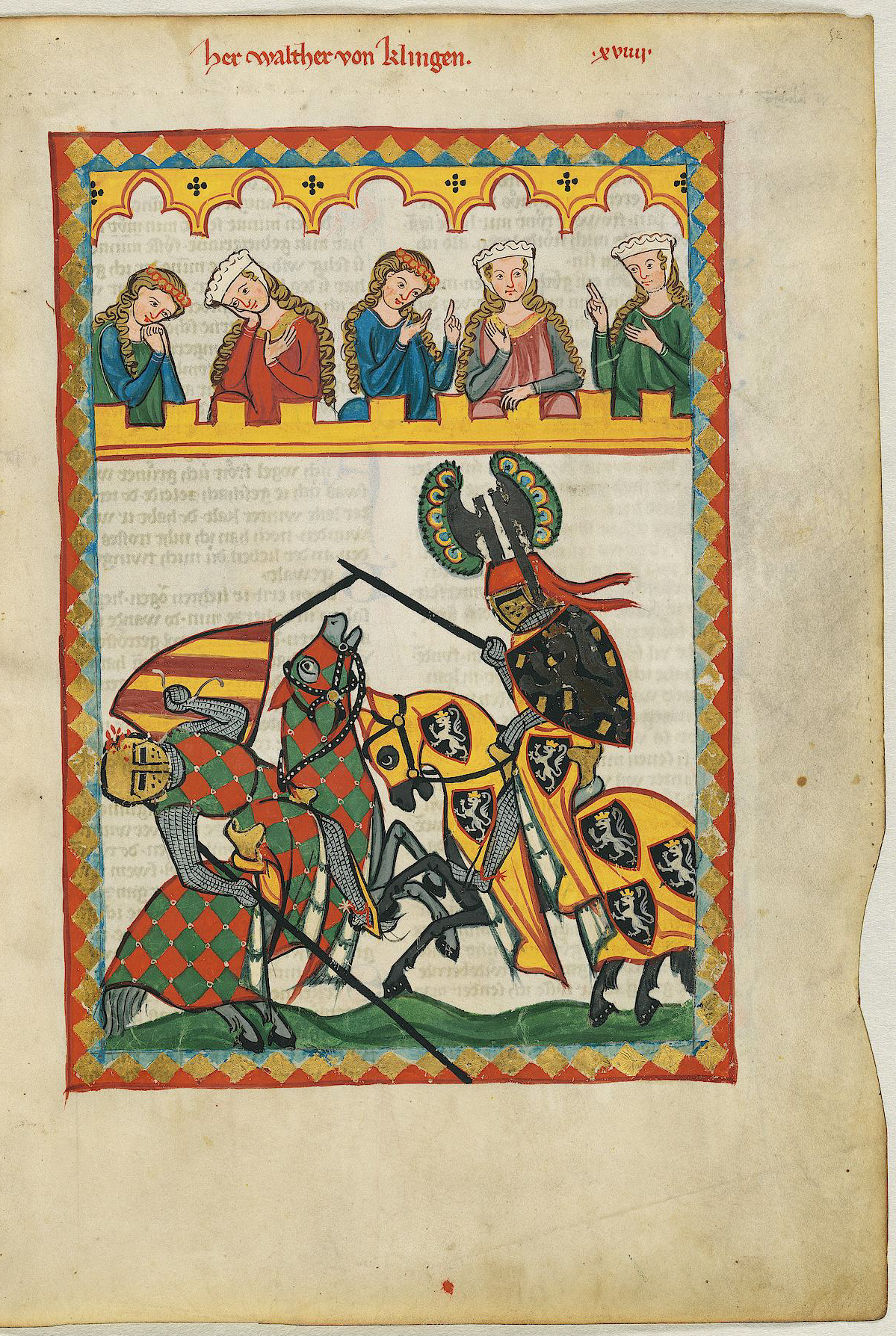
Zwei Ritter während eines Lanzenspiels (Codex Manesse)

Hastiludia ist ein Oberbegriff für ritterliche Turniere mit Lanzen, die sogenannten Lanzenspiele. Damit sind alle Arten von Turnieren gemeint, in denen Lanzen (Turnierlanzen und Rennspieße) eine Rolle spielen. Der Begriff Hastiludia leitet sich vom lateinischen hastiludium ab, was Lanzenspiel bedeutet.